# Бороро (язык)
Бороро — язык индейцев южноамериканского племени Бороро, один из борорских языков, предположительно входящих в семью макро-же. По оценке 1997 года число носителей составляло 1020 человек.

## Сведения о диалектах
Выделяют три диалекта.